# Паттоки
Паттоки (англ. Pattoki) — город в провинции Пенджаб, Пакистан, расположен в округе Касур. Население — 79 261 чел. (на 2010 год).

## Географическое положение
Город расположен недалеко от границы с Индией. Высота над уровнем моря — 186 метров.

## Демография
| 1961   | 1972   | 1981   | 1998   | 2010   |
| ------ | ------ | ------ | ------ | ------ |
| 11 903 | 20 006 | 34 963 | 58 263 | 79 261 |